# دومین پروتئین

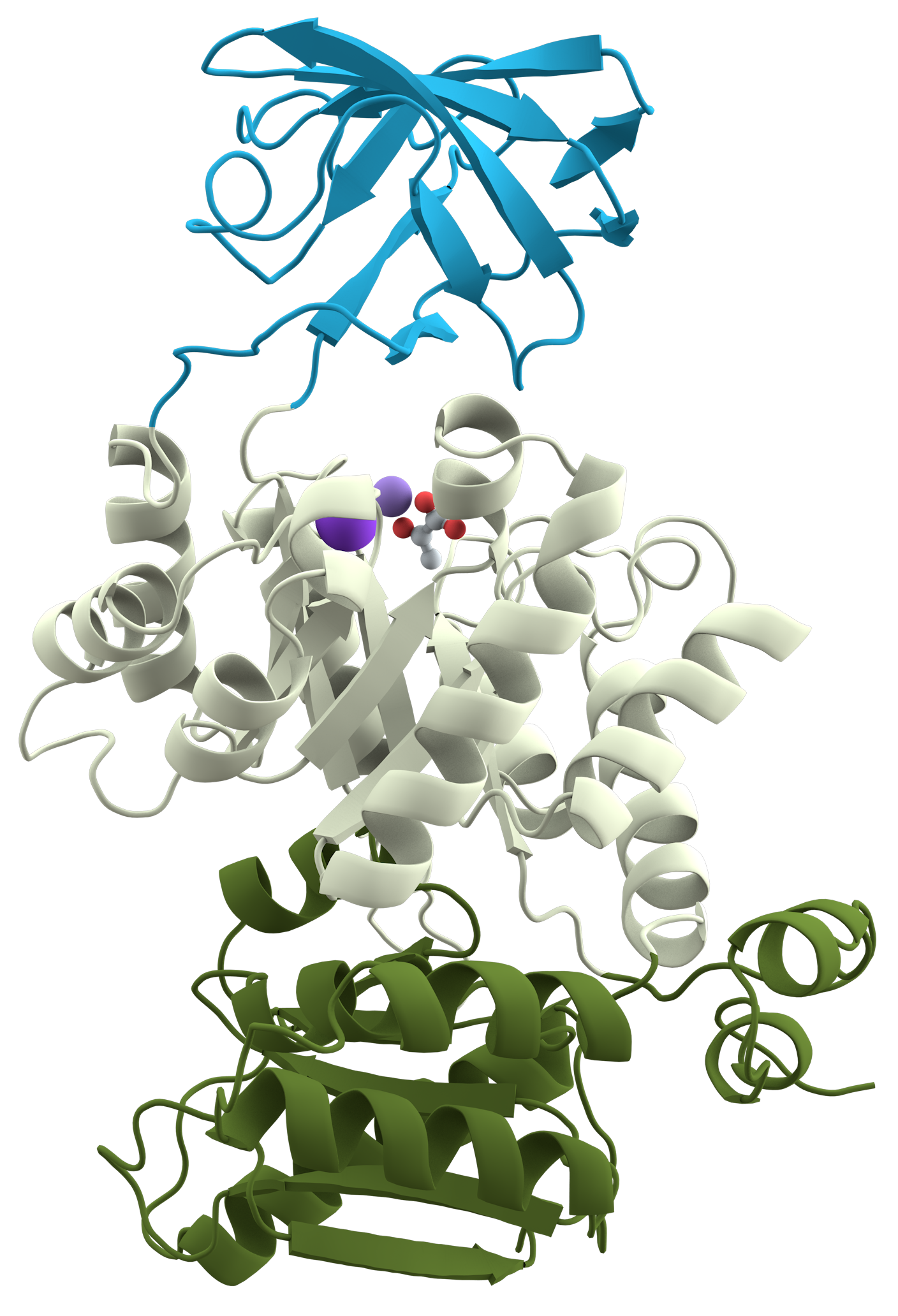
پیروات کیناز، پروتئینی با سه دامنه

دومِینِ پروتئین (انگلیسی: Protein domain) بخش حفاظت شده یک توالی و ساختار سوم پروتئینی است که می‌تواند مستقل از بقیه زنجیره پروتئین، تکامل یافته، عمل کند و وجود داشته باشد.